# 樋口和人
樋口 和人（ひぐち かずひと、1971年7月7日 - ）は、ブラジリアン柔術やアブダビコンバットなどで活躍するグラップリング系格闘家。

## 人物
1971年7月7日、三重県尾鷲市生れ。幼少時代に剣道を始め、小学・中学時代は三重県代表で全国大会に出場。本人曰く、「幼少期に剣道をやったことで強い精神力が養われた」と言っている。
高校時代は学校でバスケットボール部に所属。大学は日本体育大学体育学部に進学。大学ではボート部に所属し、4年次に主将を務め、全日本選手権でクォドルプル（4人乗りの種目）で優勝。
大学卒業後、もともと格闘家にあこがれていた矢先、知人から「一緒に柔術をやらないか」と誘われ、ブラジリアン柔術を始める。初めは、「健康増進」また「何かの時の護身術になればいい」ぐらいの気持ちで始めたが、続けていくうちに柔術の魅力に取り付かれ、大会などに出場していく。後に、全日本ブラジリアン柔術選手権でスペルペサード級（97kg未満級）及びアブソルート級（無差別級）で優勝。2冠を達成した。さらにはコパ・ド・ムンド（柔術世界大会）でペサード級（91kg未満級）及びアブソルート級優勝、世界大会でも2冠を達成した。日本人では数少ない重量級の世界大会優勝者である。
その後、一時体調を悪くし大会から遠ざかっていたが、「もう一度大会に出たい」とトレーニングに励み、世界大会優勝から4年後、国内の大会を経てアジアチコ（柔術アジア大会）に出場。アブソルート級で優勝し、復活を成し遂げた。また柔術でスランプになった時、柔術以外のものにもチャレンジした方がスランプの脱出になるかもしれないと、グラップリング（アブダビコンバット）なども練習し、大会にも出場。後に数々の大会で優勝し、スランプ脱出の鍵になった。本人曰く、「いろいろなことにチャレンジすることは、後に自分を変えることができる」と言っている。
柔術黒帯。職業は、公立高校の体育教員である。座右の銘は「不撓不屈」と「日々努力」である。

## 主な成績
- 2002年 - CENTRAL JAPAN CHAMPIONSHIP JIU-JITSU TOURNAMENT（97kg未満級） 優勝
- 2003年 - GROUND IMPACT 柔術中日本大会（97kg超級） 優勝
- 2004年
  - COPA PARAESTRA CENTRAL JIU-JITSU TOURNAMENT（無差別級） 優勝
  - COPA DA AMIZADE JIU-JITSU TOURNAMENT（97kg未満級） 優勝
  - JAPAN OPEN JIU-JITSU CHAMPIONSHIP（無差別級） 優勝
- 2005年
  - COPA DA AMIZADE JIU-JITSU TOURNAMENT（97kg未満級） 優勝
  - COPA PARAESTRA WEST JIU-JITSU TOURNAMENT（97kg未満級） 優勝
  - 全日本ブラジリアン柔術選手権大会（97kg未満級＆無差別級） 優勝
- 2006年
  - GROUND IMPACT グラップリング関西大会（無差別級） 優勝
  - 全日本ブラジリアン柔術選手権大会（91kg未満級＆無差別級） 準優勝
- 2007年
  - グラップリングツアー第１戦（91kg未満級） 優勝
  - DUMAU KIMONO JIU-JITSU INTERNATIONAL CUP（91kg未満級） 優勝
  - グラップリングツアー第２戦（91kg未満級＆無差別級） 優勝
  - COPA DO MUNDO柔術世界大会（91kg未満級＆無差別級） 優勝
  - グラップリングツアー第４戦（91kg未満級） 準優勝
  - グラップリングツアー年間総合　　準優勝
- 2011年 - ASIATICO柔術アジア大会（無差別級） 優勝